# La Tour du Pin

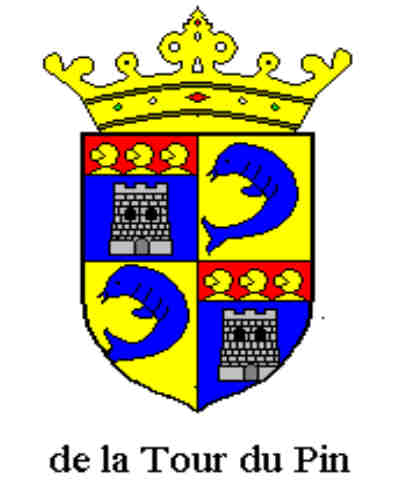
Wappen der Familie

La Tour du Pin ist ein französisches Adelsgeschlecht.

## Geschichte
Es stammt vermutlich von den Vizegrafen von Vienne des 9. und 10. Jahrhunderts ab. Im Jahr 1003 wird die Familie erstmals als Herren von La Tour bezogen auf La Tour zwischen Lyon, Chambéry und Grenoble, das heutige La Tour-du-Pin, bezeichnet.
Bedeutung erlangten sie durch die Erbschaft der Dauphiné, die sie als Dauphin von Viennois, Graf von Albon und Grenoble, als auch als Graf von Gap und Embrun drei Generationen lang regierten. Der letzte Dauphin, Humbert II. setzte 1349 den Kronprinzen und späteren König Karl V. von Frankreich als seinen Erben ein – für ein Territorium, das eigentlich zum Römischen Reich deutscher Nation gehörte. Die Dauphiné wurde so aus dem Reichsverband herausgelöst, der Kronprinz erhielt den Titel eines „Dauphin von Viennois“, der bald als „Dauphin“ die allgemeine Bezeichnung des Thronfolgers wurde.
Während die Linie der Dauphins de Viennois mit Humbert II. 1355 ausstarb, existiert eine jüngere Linie der Familie noch heute.
Zu den Namensträgern gehören unter anderem Jean-Frédéric de La Tour du Pin Gouvernet (1727–1794), Frédéric-Séraphin de La Tour du Pin Gouvernet und Philippe de la Tour du Pin de La Charce.

## Stammliste (Auszug)

### 9.–12. Jahrhundert
1. Angilbotto († vor 15. November 883), April 870 Vicomte de Vienne
  1. Erlulf († nach 10. November 883), Vicomte de Vienne, 871–875 missus des Königs Boso von Niederburgund
    1.  ? Bérilon, 895–896 und 902–903 Vicomte
      1.  ? Ratburne, 912, 942, 945 Vicomte
      2. Sobon († 25./26. Februar 949), 926–949 Erzbischof von Vienne
      3. Eldebert (Engelbert) († vor 943)
        1. Ratburne (977–994/995 bezeugt)
          1. Berlion (976–994 bezeugt)
            1. Berlion (994–1032 bezeugt), Ritter, wohl auch Vicomte de Vienne, August 1003 Seigneur de La Tour(-du-Pin)
              1. Artaud (1032 bezeugt)
                1. Berlion (1080–1083 bezeugt)
                  1.  ? Berlion de La Tour (1107 bezeugt)
                    1. Girold († 22. Januar nach 1130), 1122 Seigneur de La Tour
                      1. Arbert I. de La Tour (1154 bezeugt; † vor 1202), nimmt 1190/92 das Kreuz
                        1. Arbert II. († nach 1218), nimmt 1190 das Kreuz, 1202 Sire de La Tour; ⚭ vor 1217 Marie, Tochter von Robert IV. Graf von Auvergne, (Haus Auvergne) – Nachkommen siehe unten
                        2. Berlion (1180–1202 bezeugt), Seigneur de Vinay (Isère) – Nachkommen, die heute noch blühenden Linien der La Tour-du-Pin

### Die Dauphins de Viennois
1. Arbert (Albert) II. († nach 1218), nimmt 1190 das Kreuz, 1202 Sire de La Tour; ⚭ vor 1217 Marie, Tochter von Robert IV. Graf von Auvergne, (Haus Auvergne) – Vorfahren siehe oben
  1. Albert III. († 1264), Baron de La Tour, Seigneur de La Tour-du-Pin; ⚭ Beatrice de Coligny, Tochter von Hugues, Seigneur de Coligny-le-Neuf (Haus Coligny), und Beatrice d’Albon, Dauphine de Viennois, Comtesse d’Albon et de Grenoble (Haus Albon)
    1. Albert IV. († 1269), Baron de La Tour, Seigneur de Coligny-le-Neuf; ⚭ Alix von Montferrat
    2. Guy († vor 1286), Bischof von Clermont
    3. Humbert I. de La Tour (* wohl 1240; † 1307), bis 1273 geistlich, 1282 Dauphin de Viennois, Comte d’Albon et de Grenoble, 1306 Mönch; ⚭ 1273 Anne († nach 1301), 1282 Dauphine de Viennois, Comtesse d’Albon et de Grenoble, Tochter von Guigues VII., (Älteres Haus Burgund)
      1. Jean II. (* 1274/79; † 4. März 1319), Comte de Gap et d’Embrun, 1307 Dauphin de Viennois; ⚭ 1296 Beatrix von Ungarn († 1354), Tochter von Karl Martell, Prinz von Sizilien, Titularkönig von Ungarn, (Haus Anjou)
        1. Guigues VIII. (* 1309; † 28. Juli 1333 vor La Perrière), 1319 Dauphine de Viennois; ⚭ 1322 Isabella von Frankreich († nach 1363), Tochter von Philippe V., König von Frankreich, (Stammliste der Kapetinger)
        2. Humbert II. (* 1312; † 22. Mai 1355), 1333–1349 Dauphin de Viennois, setzt 1349 König Karl V. von Frankreich zum Erben ein, 1352 Patriarch von Alexandrien und Erzbischof von Reims, Pair von Frankreich; ⚭ 1332 Marie des Baux († 1346), Tochter von Bertrand des Baux, Duca d‘Andria (Haus Les Baux), und Beatrix von Anjou-Sizilien, (Haus Anjou)
          1. André (* 1333; † 1335)

      2. Hugues († 1329), Baron de Faucigny; ⚭ Maria († vor 1334), Tochter von Amadeus V., Graf von Savoyen, (Haus Savoyen)
      3. Henri († Ende 1328), 1317 Bischof von Passau, 1319 Regent der Dauphiné, 1319–1325 Bischof von Metz
      4. Alix († wohl 1310); ⚭ Jean I. Comte de Forez († 1333), (Haus Albon)
      5. Beatrix (* nach 1273; † 10. Juni 1347); ⚭ Hugues I. de Chalon, Seigneur d‘Arlay († 13. Dezember 1322), (Haus Chalon)
      6. Catherine († 9. Dezember 1337); ⚭ Philipp von Savoyen, Fürst von Achaia und Morea († 1334), (Haus Savoyen)

## Weitere Namensträger
- Hadelin de La Tour du Pin (1951–2024), französischer Diplomat im Rang eines Botschafters